# Revenant Mountain
Revenant Mountain (inna nazwa: Steacie) – szczyt w prowincji Alberta, w Kanadzie, w paśmie Palliser Range. Jego wysokość wynosi 3065 m n.p.m. Po raz pierwszy został zdobyty w 1968 roku. Nazwę nadał mu w roku 1963 T.W. Swaddle.